# Ronde van Hongarije
De Ronde van Hongarije is een Hongaarse meerdaagse wielerwedstrijd.
De wedstrijd werd voor het eerst georganiseerd in 1925 en vond vervolgens met enkele onderbrekingen jaarlijks plaats. Sinds diens start in 2005 maakte de wedstrijd deel uit van de UCI Europe Tour (eerst als categorie 2.2 wedstrijd, vanaf 2018 als 2.1). Vanaf 2023 maakt de wedstrijd deel uit van de UCI ProSeries.

## Winnaars

### Meervoudige winnaars
| Overwinningen | Renner         | Jaren      |
| ------------- | -------------- | ---------- |
| 2             | László Vida    | 1926, 1927 |
| 2             | István Liszkai | 1931, 1943 |
| 2             | Győző Török    | 1955, 1956 |
| 2             | Zoltán Remák   | 2003, 2004 |

### Overwinningen per land
| Overwinningen | Land |
| ------------- | --- |
| 19            | Hongarije |
| 4             | Oostenrijk |
| 3             | Slowakije |
| 2             | Duitsland, Italië, Oekraïne |
| 1             | Australië, België, Colombia, Ecuador, Estland, Frankrijk, Ierland, Letland, Luxemburg, Nederland, Rusland, Servië, Tsjechië, Zwitserland |

1925 · 1926 · 1927 · 1928 · 1928 · 1929 · 1930 · 1931 · 1932 · 1933 · 1934 · 1935 · 1936 · 1937· 1938-1941 · 1942 · 1943 · 1944-1948 · 1949 · 1950-1952 · 1953 · 1954 · 1955 · 1956 · 1957-1961 · 1962 · 1963 · 1964 · 1965 · 1966-1992 · 1993 · 1994 · 1995 · 1996 · 1997 · 1998 · 1999-2000 · 2001 · 2002 · 2003 · 2004 · 2005 · 2006 · 2007 · 2008 · 2009-2014 · 2015· 2016 · 2017 · 2018 · 2019 · 2020 · 2021 · 2022 · 2023 · 2024 · 2025